# Всемирное общество защиты животных
Всемирное общество защиты животных, ВОЗЖ (англ. World Animal Protection) — международная некоммерческая зоозащитная организация, осуществляющая свою деятельность в более чем 150 странах мира и объединяющая более 900 организаций.
У ВОЗЖ 13 офисов, расположенных в Австралии, Бразилии, Канаде, Колумбии, Коста-Рике, Дании, Германии, Нидерландах, Новой Зеландии, Танзании, Таиланде, США и Великобритании, главный офис ВОЗЖ — в Лондоне.

## История создания
Всемирное общество защиты животных было создано в 1981 году путём слияния двух обществ защиты животных — основанной в 1950 году Всемирной федерации защиты животных (WFPA) и созданного в 1959 Международного общества защиты животных (ISPA).

## Политика
Своей целью World Animal Protection считает мир, в котором благополучие животных — ценно, а с жестоким обращением — покончено, миссия World Animal Protection — создание глобального движения в защиту животных.

## Кампании
World Animal Protection борется как против жестокого обращения с животными в целом, так и проводит отдельные кампании против конкретных видов жестокого и негуманного обращения, таких как коррида, травля медведя, китобойный промысел, содержание дельфинов в неволе, интенсивное животноводство.
World Animal Protection известна отчасти по кампаниям в защиту медведей, одна из них — Libearty, начатая в 1992 году. В настоящее время World Animal Protection борется за прекращение сельскохозяйственного разведения медведей, травли медведя, а также эксплуатации медведей-«плясунов». Кроме того, ВОЗЖ финансирует и консультирует входящие в общество организации, занимающиеся реабилитацией медвежат-сирот и медвежьими заповедниками. Можно сказать, что в значительной степени благодаря кампании World Animal Protection против травли медведей, этот кровавый спорт был остановлен в Пакистане.
Помимо этого, World Animal Protection также консультирует правительства и добивается принятия законодательства, которое позволило бы улучшить положение животных. Её международная кампания за Всемирную декларацию благополучия животных с целью подписания её в ООН направлена на утверждение ряда принципов, обеспечивающих уважение и защиту животных.
Также World Animal Protection разрабатывает образовательные программы, посвященные работе и уходу за животными, в том числе программы для ветеринаров, владельцев животных и детей.

## Спасение животных
World Animal Protection активно помогает оказавшимся в беде животным. Например, пострадавшим во время стихийных бедствий или войн. Многие животные становятся бездомными, когда теряются, или их хозяева умирают, и эти животные часто нуждаются в пропитании, убежище и медицинском уходе. Дикие и сельскохозяйственные животные также часто страдают от последствий стихийных бедствий. Одними из таких бедствий стали землетрясение на Гаити, когда World Animal Protection вместе с другими зоозащитными организациями участвовала в обеспечении пострадавших животных убежищем, питанием и медицинской помощью, и Циклон Наргис в Мьянме в 2008 году.
World Animal Protection финансирует и поддерживает мобильные клиники для стерилизации бездомных кошек и собак, особенно в странах с неэффективными и/или жестокими методами регулирования численности бездомных животных. А также мобильные клиники и оказания медицинской помощи лошадям в Латинской Америке, где владельцы животных зачастую не обладают достаточными средствами и знаниями для оказания животным помощи, в которой они нуждаются.

## Мировые знаменитости и ВОЗЖ
11 марта 2009 г. британская певица Леона Льюис заявила о том, что она поддерживает ВОЗЖ. Позже, 26 октября 2009 г. Леона Льюис приняла участие в кампании по продвижению Всемирной декларации благополучия животных и записала видеообращение к своим поклонникам с просьбой поддержать последнюю.
Звезды США, поддержавшие кампанию за принятие Всемирной декларации:
- Келлан Латс
- Брук Шилдс
- Кристин Дэвис
- Кристина Эпплгейт
- Тиффани Тиссен
- Джоанна Крупа

### Видеоканалы
- World Animal ProtectionAustralia YouTube
- World Animal Protection Brasil YouTube
- World Animal ProtectionCanada YouTube
- World Animal Protection USA YouTube
- World Animal Protection UK YouTube